# Paulo Moura
Paulo Moura (São José do Rio Preto, 15 de julho de 1932  — Rio de Janeiro, 12 de julho de 2010) foi um maestro, compositor, arranjador, saxofonista e clarinetista brasileiro de choro, samba e jazz.
Moura era considerado um dos principais nomes da música instrumental do Brasil.

## Carreira
Paulo Moura fez muitas parcerias com a cantora Maysa, de 1969 a 1975, em shows na Boate Igrejinha e no especial da TV Cultura Maysa Estudo.
Em 1982 compôs a trilha sonora do filme O Bom Burguês, dirigido por Oswaldo Caldeira.
Em 2005 fez turnê nacional e internacional do espetáculo Homenagem a Tom Jobim, ao lado de Armandinho, Yamandú Costa e Marcos Suzano.
Participou do documentário Brasileirinho, do finlandês Mika Kaurismaki que, em 2005, foi uma das atrações da mostra fórum do Festival de Berlim. Sua última apresentação foi no Copacabana Palace, em um evento da Sachal Records.
O músico estava internado na Clínica São Vicente, no Rio de Janeiro, desde o dia 4 de julho com um linfoma (câncer do sistema linfático), e faleceu 8 dias depois.
Em 2011, um ano após sua morte, foi lançado a biografia Paulo Moura - Um Solo Brasileiro, de Halina Grynberg, sua companheira por 26 anos e que escreveu o livro baseado em entrevistas que fez com Paulo Moura.
Em 2012 foi lançado o CD Paulo Moura & André Sachs - Fruto Maduro, pela gravadora Biscoito Fino, com dez músicas inéditas, um de seus últimos trabalhos autorais, resultado de uma parceria entre os dois músicos que começou em 2004 e duraria até os momentos finais do maestro. A última gravação registrada no disco foi feita em 25 de março de 2010, alguns meses antes do falecimento de Paulo. No dia 21 de junho de 2012 foi inaugurado o Teatro Paulo Moura, um dos maiores e mais bem equipados teatros do interior de São Paulo, em São José do Rio Preto, terra natal do músico. Em 2013, o CD Paulo Moura e André Sachs Fruto Maduro recebeu duas indicações para o 24.o Prêmio da Música Brasileira (melhor álbum instrumental - André Sachs (produtor) e melhor solista - Paulo Moura).

## Composições
- Ao velho Pedro
- Cadenguê (com Maria Vasco)
- Dia de comício
- Diálogo (Para a Paz Mundial) (com Alex Meireles)
- Dois sem Vergonha (com Wagner Tiso)
- Domingo no Orfeão Portugal
- Festas da Xica
- Fibra (com Eloir de Morais)
- Folia Nordestina (com Alex Meireles)
- Guadeloupe
- Linda
- Mandrake (com Wagner Tiso)
- Mulatas, etc e tal
- Rio Negro (com Jorge Degas)
- Rio Nocturne (com Maria Vasco)
- Tarde de Chuva
- Tempos Felizes
- Tumbalele (com Wagner Tiso)
- Andina (com André Sachs)
- Chorinho para Mignone (com André Sachs)
- Macunaíma (com André Sachs)
- Coquetel (com André Sachs & Benita Michahelles)

## Discografia
- (1956) Moto Perpétuo - Columbia 78
- (1956) Paulo Moura e sua Orquestra para Bailes - Sinter LP
- (1958) Paulo Moura Sweet Sax - RCA Victor LP
- (1959) Paulo Moura interpreta Radamés Gnattali - Continental LP
- (1960) Tangos e Boleros - Chantecler LP
- (1968) Paulo Moura Hepteto - Equipe Novo Esquema LP, CD
- (1969) Paulo Moura Quarteto - Equipe LP
- (1971) Fibra - Equipe LP
- (1973) The Morning of The Musicians (LP de Gay Vaquer)
- (1976) Confusão Urbana, Suburbana e Rural - RCA Victor LP
- (1977) O Fino da Música - RCA Pure Gold LP (Com "Canhoto" e seu Regional, Fina Flor do Samba, Raul de Barros e Conjunto Atlântico)
- (1977) Choro na Praça - Elektra/WEA LP (Com Waldir Azevedo, Zé da Velha, Abel Ferreira, Copinha e Joel Nascimento)
- (1977) Altamiro Carrilho, Abel Ferreira, Formiga e Paulo Moura interpretam Vivaldi, Weber, Purcell e Villa-Lobos - Som Livre LP
- (1982) Consertão - Kuarup LP, CD (Com Elomar, Arthur Moreira Lima e Heraldo do Monte)
- (1983) Mistura e Manda - Kuarup LP, CD
- (1983) Clara Sverner e Paulo Moura - EMI-Angel LP
- (1984) Encontro - Paulo Moura (sax), Clara Sverner (piano), Turíbio Santos (violão) e Olívia Byington (voz) - Kuarup LP
- (1985) Brasil Instrumental - Sax, Violão, Cello & Trombone - Kuarup LP
- (1986) Gafieira etc & tal - Kuarup LP
- (1986) Vou vivendo - EMI-Odeon LP
- (1987) Quarteto Negro - Kuarup LP, CD
- (1988) Clara Sverner e Paulo Moura interpretam Pixinguinha - CBS LP
- (1991) Paulo Moura e Ociladocê interpretam Dorival Caymmi - Chorus/Som Livre CD
- (1992) Dois irmãos - Caju Music CD (Com Raphael Rabello)
- (1992) Rio Nocturnes - Messidor/Continental CD
- (1993) Instrumental no CCBB - Tom Brasil CD
- (1996) Brasil Musical. Série Música Viva - Tom Brasil CD
- (1998) Pixinguinha - Velas CD
- (1999) Mood Ingenuo: Pixinguinha meets Duke Ellington - The Paulo Moura & Cliff Korman Duo - Jazzheads CD
- (2000) Paulo Moura visita Gershwin & Jobim - Pau Brasil CD
- (2003) Estação Leopoldina - Rádio MEC CD
- (2004) El Negro del Blanco - Biscoito Fino CD (Com o violonista Yamandú Costa)
- (2006) Dois Panos para Manga - (Com o compositor e pianista João Donato)
- (2010) Alento - Biscoito Fino CD (Com o grupo Teatro do Som)
- (2012) Fruto Maduro (Com André Sachs)

Participações em álbuns de outros músicos:
- (1959) Época de Ouro - Jacob e Seu Bandolim em Hi-Fi - Jacob do Bandolim - RCA Victor LP
- (1962) Cannonball Adderley And The Bossa Rio Sextet With Sergio Mendes - Cannonball Adderley - Capitol LP
- (1964) Inútil Paisagem - Eumir Deodato - Forma LP/CD
- (1964) Edison Machado é Samba Novo - CBS/Dubas Música LP/CD
- (1964) Quarteto em Cy - Quarteto em Cy - Forma LP
- (1968) Discomunal - Tom Jobim - MIS LP
- (1968) Trajeto - Victor Assis Brasil - Equipe/Atração Fonográfica LP/CD
- (1972) Água e Vinho - Egberto Gismonti - EMI LP/CD
- (1973) Morning Of The Musicians - Gay Vaquer - RCA LP
- (1973) O Terço - Continental LP/CD
- (1973) Missa Breve - Edu Lobo - EMI LP/CD
- (1973) Nós - Johnny Alf - EMI LP/CD
- (1973) Milagre dos Peixes - Milton Nascimento - EMI LP/CD
- (1974) Antologia do Samba - MPB-4 - Philips/Polygram LP/CD
- (1976) Rosa do Povo - Martinho da Vila - RCA/BMG LP/CD
- (1977) Contrastes - Jards Macalé - Som Livre/Dubas Música LP/CD
- (1977) Águia Não Come Mosca - Azymuth - Atlantic/WEA LP/CD
- (1979) Live in Rio - Frank Valdor - Somerset Records LP
- (1985) Coração de Estudante - Wagner Tiso - Barclay/Polygram LP/CD
- (1986) Cabeça de Nego - João Bosco - Barclay/Polygram LP/CD
- (1987) Pescador de Pérolas - CBS LP, CD
- (1989) MM - Marisa Monte - EMI LP/CD
- (1990) Noites Cariocas - Kuarup CD
- (1993) Filmes de Guerra, Canções de Amor - Engenheiros do Hawaii - BMG CD
- (2006) Samba de Latada - do forrozeiro pernambucano Josildo Sá